# Macroglenes gibsoni
Macroglenes gibsoni is een vliesvleugelig insect uit de familie Pteromalidae. De wetenschappelijke naam is voor het eerst geldig gepubliceerd in 2010 door Mitroiu.